# Campionato sudamericano maschile di pallacanestro 1935
Il 4º Campionato dell'America Meridionale Maschile di Pallacanestro (noto anche come FIBA South American Championship 1935) si è svolto dal 19 al 29 giugno 1935 a Rio de Janeiro in Brasile. Il torneo è stato vinto dalla nazionale argentina.
I FIBA South American Championship sono una manifestazione contesa dalle squadre nazionali dell'America meridionale, organizzata dalla CONSUBASQUET (Confederazione America Meridionale), nell'ambito della FIBA Americas.

## Squadre partecipanti
- Argentina
- Brasile
- Uruguay

## Classifica finale
| Pos | Squadra   | V-P |
| --- | --------- | --- |
|     | Argentina | 3-1 |
|     | Brasile   | 2-2 |
|     | Uruguay   | 1-3 |